# College Football Hall of Fame
Le College Football Hall of Fame, situé au cœur d'Atlanta dans l'état de Géorgie aux États-Unis, est un temple de la renommée et un musée consacré au football américain universitaire avec 8 756,7 m2 de galerie.

## Histoire

### Du début jusqu’à South Bend
Imaginé en 1967 par la National Football Foundation (NFF), le Hall Of Fame devait être, à l'origine, construit sur le campus de l'université Rutgers situé à New Brunswick dans l'état du New Jersey, là où fut joué le 1er match de football américain avec les règles que nous connaissons de nos jours (Rutgers contre New Jersey actuellement l'Université de Princeton : 6–4).
L'université Rutgers mettait à disposition de la NFF, les terres proche de son stade, des bureaux et un support administratif. Après plusieurs années de récolte de dons pour la construction du bâtiment, rien ne se passant sur le terrain et aucun plan n'ayant été produit par la NFF, le procureur général du New Jersey se décide à lancer un contrôle judiciaire des finances de la NFF. À la suite de cette enquête, la NFF décide de quitter le New Jersey pour New York. Elle continue d'y récolter des fonds pendant plusieurs années.
Quand le Procureur général de New York débute aussi une enquête financière, la NFF quitte New York pour l'Ohio et la ville de Kings Mills. En 1978, elle construit finalement un bâtiment adjacent au parc d'attractions Kings Island. Le Hall ouvre ses portes et le succès est au rendez-vous. Le nombre élevé de visiteurs va cependant s'effondrer avec le temps. En 1992, le Hall ferme. Le stade de football proche, le Galbreath Field continue cependant à accueillir l'équipe de Moeller High School jusqu'en 2003.

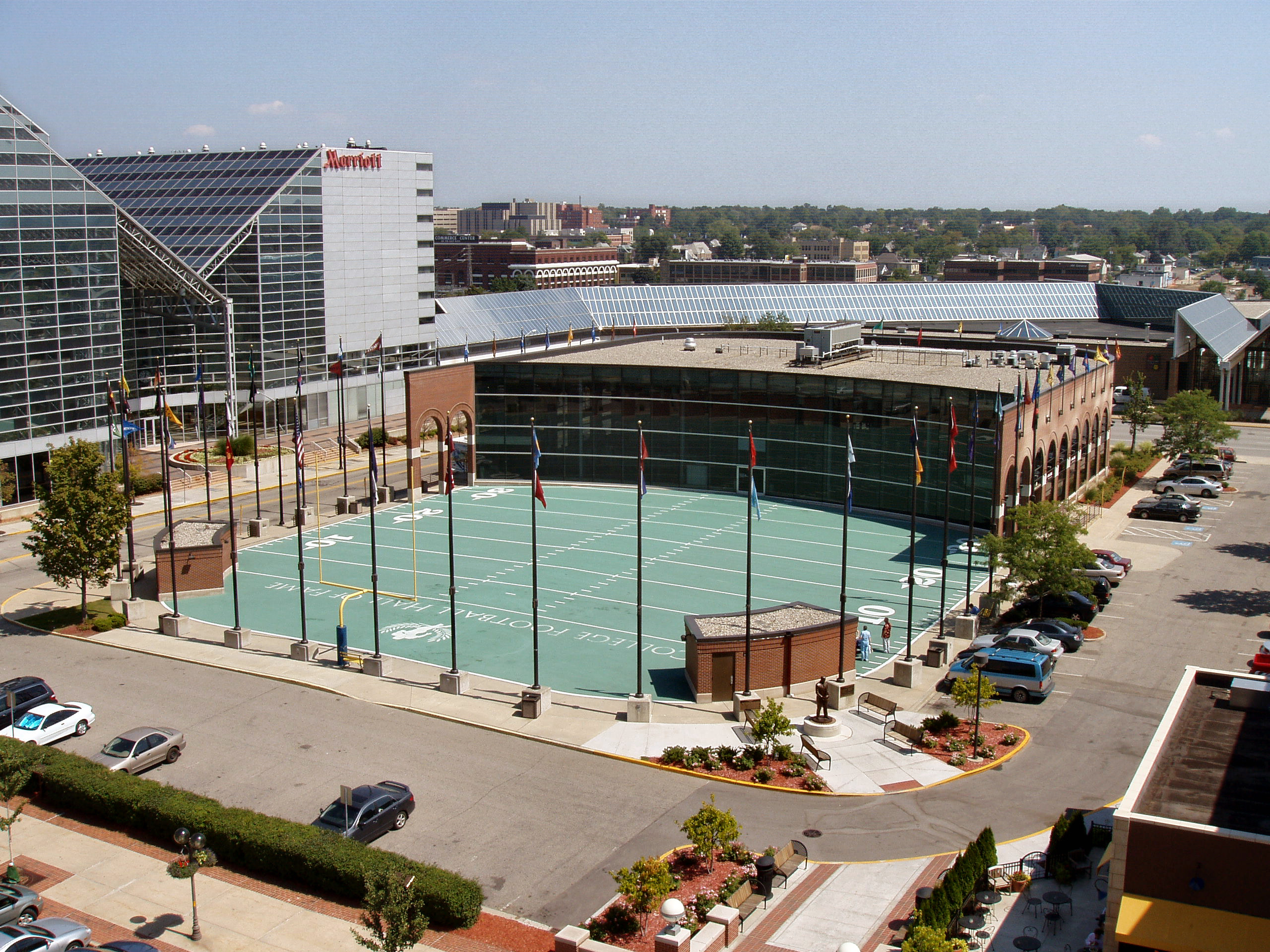
Vue de l'ancien Hall of Fame à South Bend

Un nouveau bâtiment est construit à South Bend dans l'Indiana en août 1995. Il était voisin du centre de congrès et situé dans le centre-ville rénové, 2 milles (3,22 km) au sud du campus de l'université de Notre-Dame-du-Lac. Des études préliminaires avaient estimé que le site pourrait attirer plus de 150,000 visiteurs par an. Néanmoins, lors de sa première année, la porte du musée ne sera franchie que par 115,000 visiteurs. Les années suivantes, la moyenne annuelle tombera à 80,000 visiteurs. La fermeture est décidée en 2012.

### Départ pour Atlanta
En 2009, la National Football Foundation décide de transférer le Hall a Atlanta dans l'état de Géorgie même si d'autres villes s'étaient proposées pour l'accueillir comme la ville de Dallas (soutenue par le milliardaire T. Boone Pickens).
La construction du nouveau Hall Of Fame (d'un coût de 68,5 Millions $) débute le 28 janvier 2014 et ouvre ses portes le 23 août 2014. Des parties de l'architecture rappellent la forme d'un ballon de football américain.
Le bâtiment est proche de plusieurs sites attractifs comme le Georgia Aquarium, le World of Coca-Cola, le CNN Center, le National Center for Civil and Human Rights,. Il est également proche du Institut de Technologie de Géorgie de l'Atlantic Coast Conference et à environ 110 kilomètres (68,35 mi) de l'Université de Géorgie évoluant en Southeastern Conference.
Le complexe est saccagé et pillé dans la nuit du 29 au 30 mai 2020 par des émeutiers lors de manifestations consécutives à la mort de George Floyd,.

## Les Salles / Galerie
L'installation a une surface is 8 756,7 m2 dont environ 4 600 m2 d'espaces équipés d'écrans interactifs et réservé aux expositions ou événements qui y sont organisés, ainsi qu'un terrain de football couvert de 45 yards,. C'est l'Atlanta Hall Management qui est chargé de l'exploitation du College Football Hall of Fame.

## Les intronisés

### Les critères
C'est la National Football Foundation qui a édicté les critères spécifiques permettant d'évaluer un candidat au College Hall of Fame.
1. Un joueur doit avoir été sélectionné dans la première équipe All-America.
2. Un joueur devient éligible dix ans après sa dernière saison au niveau universitaire.
3. La carrière en football universitaire américain prime mais le comportement et les actions réalisées en tant citoyen après la période sportive sont également pris en compte.
4. Les joueurs doivent avoir joué leur dernière année de football universitaire au cours des 50 dernières années précédent l'intronisation.
5. Le nommé doit avoir terminé sa carrière sportive professionnelle avant de pouvoir être intronisé.
6. Les entraîneurs doivent avoir exercé comme entraîneur principal pendant au moins dix ans, dirigé au moins cent matchs et avoir obtenu au minimum 60 % de victoire[14].

Ces critères ont évolué au fil du temps et ont parfois été critiqués. Dennis Dodd de CBSSports.com a déclaré 

« Le processus d'élection de la NFF est mystérieux et confus. Sur base des règles actuelles, Joe Montana de Notre Dame ne sera jamais intronisé au College Football Hall of Fame. Il n'a jamais été sélectionné en première équipe All-American de NCAA. »

### Statistiques
À ce jour (2018), il y a eu 997 joueurs et 217 entraîneurs issus de 308 universités qui ont été intronisés au College Football Hall of Fame :
- Liste des joueurs (A-K) intronisés au College Football Hall of Fame (en)
- Liste des joueurs (L-Z) intronisés au College Football Hall of Fame (en)
- Liste des entraîneurs intronisés au College Football Hall of Fame (en)

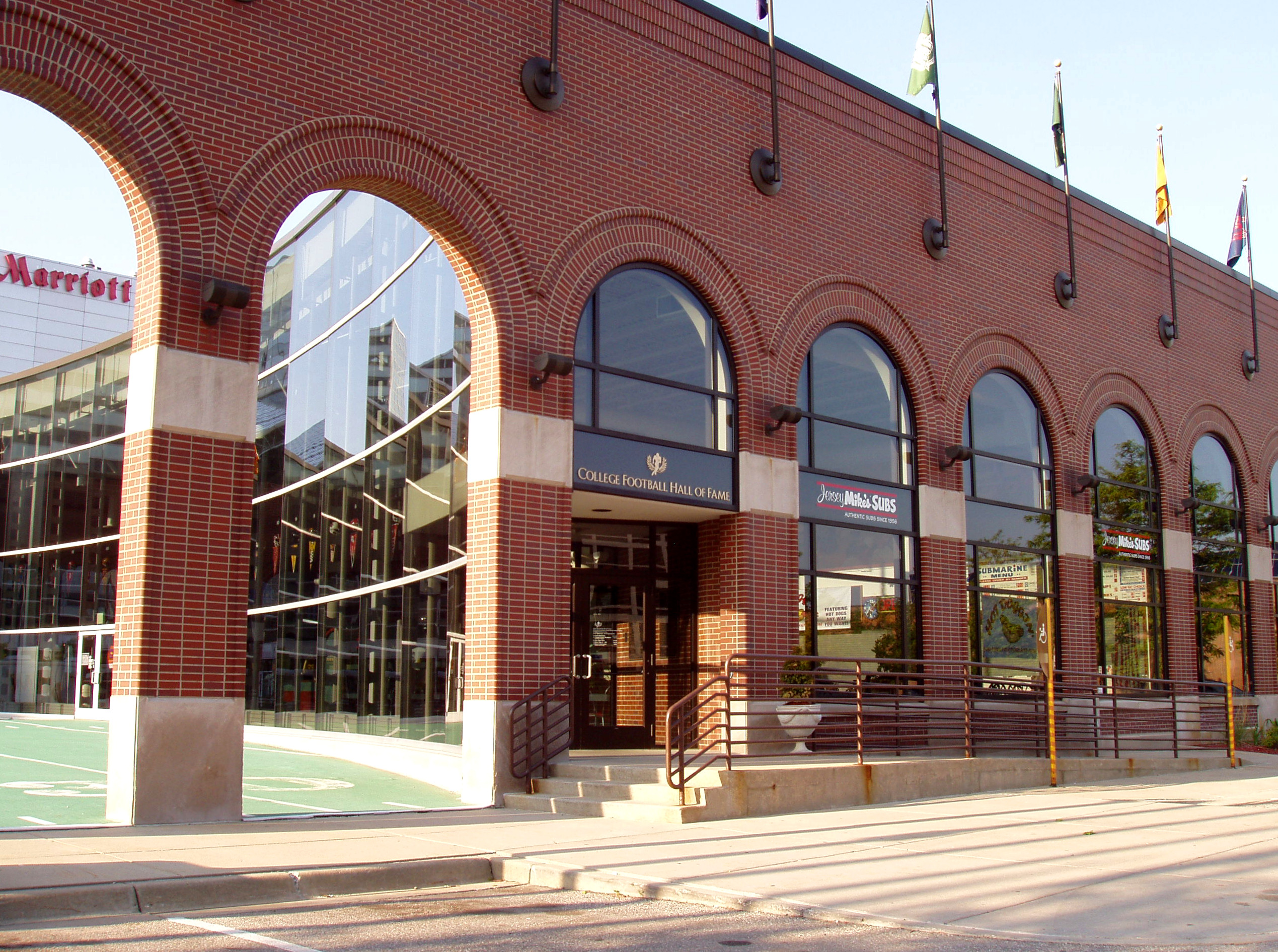
Entrée du College HOF

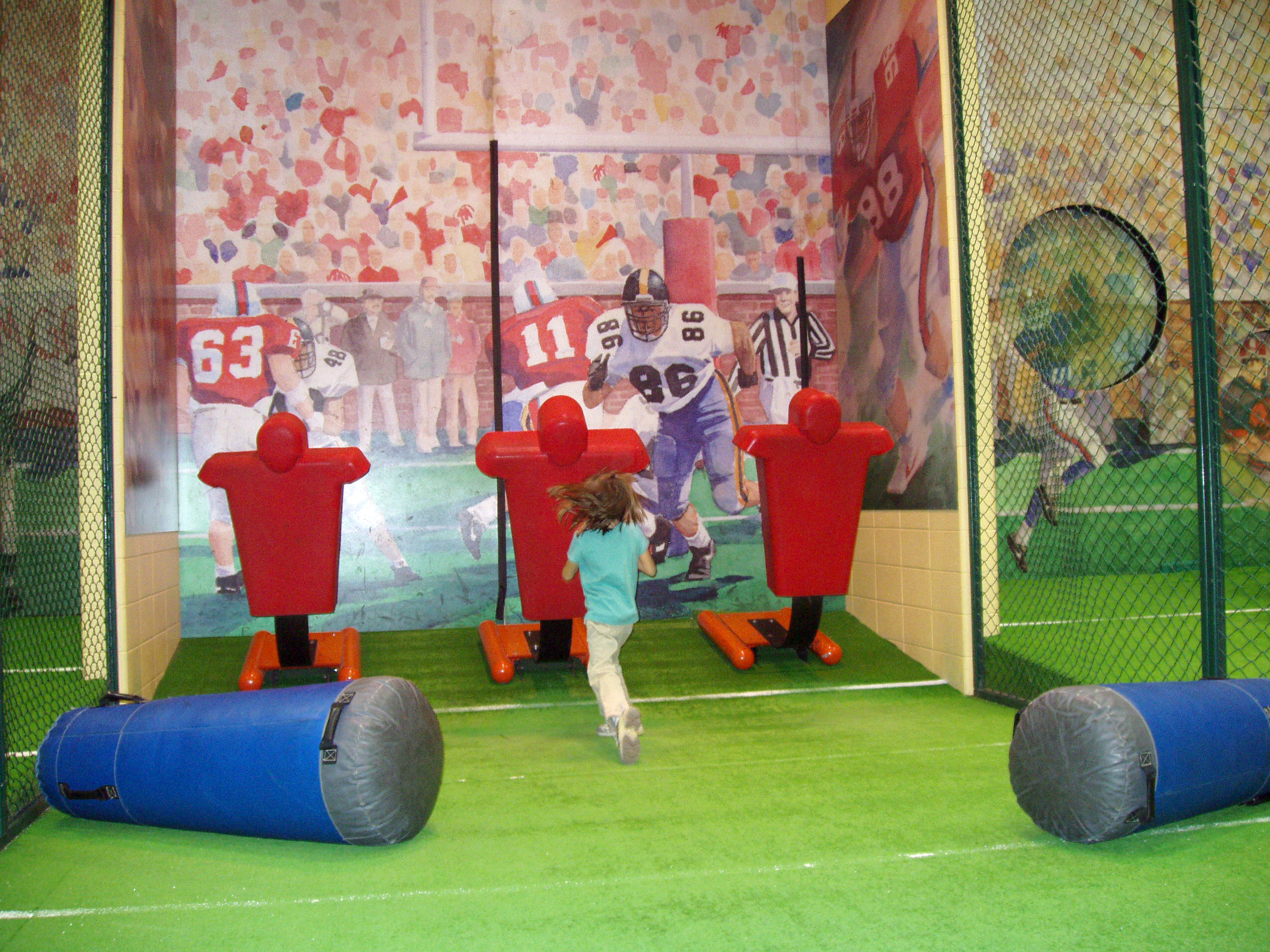
Activité ludique dans une des salles

| Équipe         | Nombre de joueurs |
| -------------- | ----------------- |
| Notre Dame     | 50                |
| USC            | 30                |
| Michigan       | 33                |
| Tennessee      | 26                |
| Ohio State     | 28                |
| Yale           | 24                |
| Army           | 24                |
| Princeton      | 21                |
| Alabama        | 23                |
| Navy           | 22                |
| Oklahoma       | 23                |
| Penn State     | 20                |
| Harvard        | 18                |
| Minnesota      | 19                |
| Pittsburgh     | 19                |
| Stanford       | 18                |
| Harvard        | 18                |
| Nebraska       | 20                |
| Penn           | 17                |
| Texas          | 21                |
| California     | 16                |
| Northwestern   | 11                |
| Washington     | 12                |
| Georgia        | 14                |
| Georgia Tech   | 14                |
| Wisconsin      | 12                |
| Florida        | 9                 |
| Illinois       | 13                |
| Michigan State | 9                 |
| Purdue         | 11                |
| Texas A&M      | 10                |
| Iowa           | 10                |